# السفينة حنظلة
السفينة حنظلة هي سفينة صيد نرويجية قديمة، صُنعت عام 1968، وكانت تُعرف سابقًا باسم نافارن (Navarn). انضمت إلى مبادرات تضامنية دولية في السنوات الأخيرة، من بينها مشاركتها في رحلات تحالف أسطول الحرية منذ عام 2023، تحت علم المملكة المتحدة. وفي 13 يوليو/تموز 2025، أبحرت السفينة من إيطاليا في رحلة إنسانية حملت شعار "من أجل أطفال غزة"، ضمن محاولة جديدة لكسر الحصار الإسرائيلي المفروض على قطاع غزة.
تحمل السفينة اسم حنظلة تيمنًا بالشخصية الكاريكاتورية الفلسطينية الشهيرة التي ابتكرها الفنان ناجي العلي، والتي أصبحت رمزًا للصمود الفلسطيني والاحتجاج على الظلم، لا سيما في سياق القضية الفلسطينية.

## تاريخ ظهور شخصية حنظلة
أول ظهور لشخصية حنظلة كان في صحيفة السياسة الكويتية عام 1969. تمثل هذه الشخصية طفلاً حافي القدمين، بملابس ممزقة ويداه مكتوفتان خلف ظهره، ويُنظر إليه باعتباره رمزًا للهوية الفلسطينية والمقاومة الصامتة في وجه الظلم.

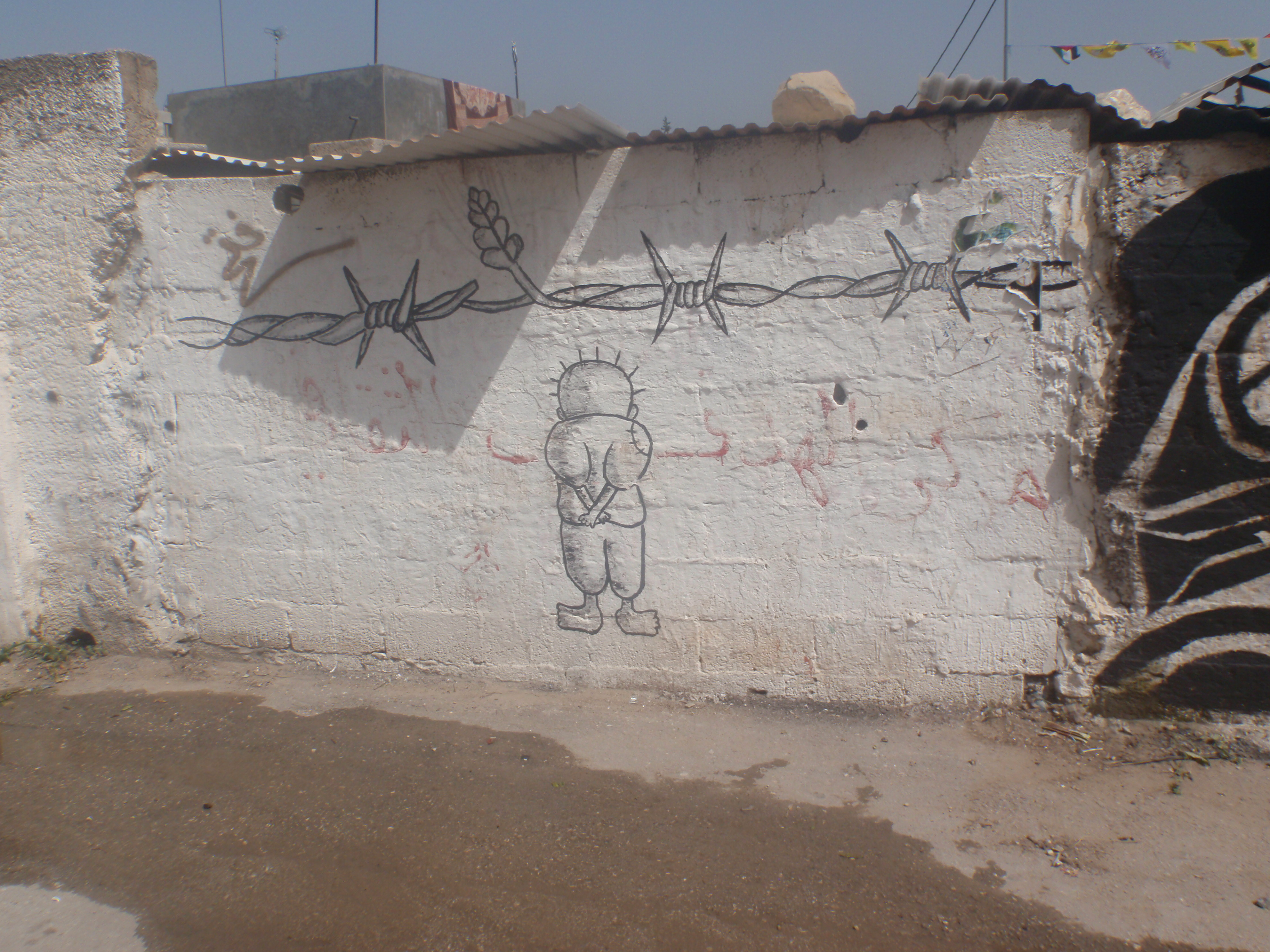
حنظلة – الرمز الذي سميت السفينة باسمه

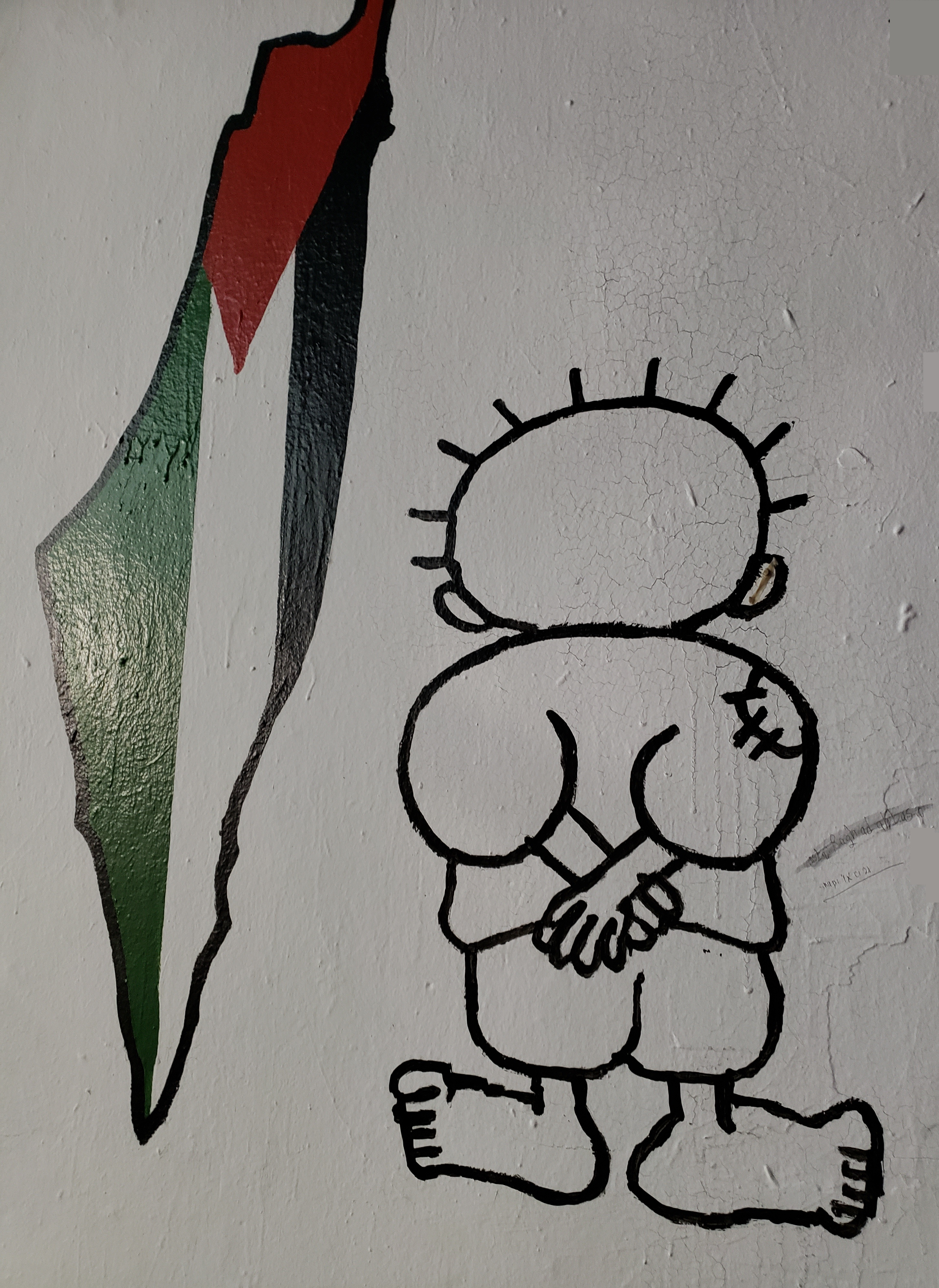
شخصية حنظلة كما تظهر على جدار في إحدى الفعاليات التضامنية.

## الرحلة
أبحرت السفينة في 13 يوليو 2025 من ميناء سيراكوزا في إيطاليا، ثم توقفت في ميناء غاليبولي بتاريخ 15 يوليو لإصلاح أعطال تقنية، قبل أن تواصل رحلتها إلى غزة في 20 يوليو. كانت السفينة تحمل مساعدات رمزية تمثلت في أدوية، حليب أطفال، ودمى صغيرة، كتعبير رمزي عن التضامن مع أطفال غزة. وتعتبر هذه الرحلة رقم 36 لأسطول الحرية منذ إنشائه.

## المشاركون
حملت السفينة على متنها 21 مشاركًا من جنسيات مختلفة، شملت برلمانيين أوروبيين، أطباء، محامين، مثقفين، صحفيين، وناشطين. من أبرز المشاركين:
- إيما فورو[الإنجليزية] (فرنسا – السويد): عضوة في البرلمان الأوروبي.

- غابرييل كاتالا[الإنجليزية] (فرنسا): نائب في البرلمان الفرنسي.

- كريستيان سمولز[الإنجليزية] (الولايات المتحدة): مؤسس نقابة عمال أمازون.

- محمد البقالي (المغرب): صحفي في قناة الجزيرة.

- يعقوب بيرغر (الولايات المتحدة): ممثل وناشط يهودي.

- فرانك رومانو، كلوي فيونا، هويدا عراف، وعد الموسى، وآخرون من دول مثل إيطاليا، تونس، أستراليا، النرويج، إسبانيا، والمملكة المتحدة[5].

## محاولة التخريب
قبيل انطلاق السفينة من غاليبولي، تعرضت لمحاولة تخريب تمثلت في لف حبل حول مراوح المحرك، وصب مادة حارقة داخل خزان المياه المخصص للشرب والغسل، مما أدى إلى إصابات.

## تقدم حنظلة وتجاوز موقع مادلين
أعلنت اللجنة الدولية لكسر الحصار عن غزة، مساء السبت 26 يوليو 2025، أن السفينة حنظلة التابعة لتحالف أسطول الحرية تواصل تقدمها باتجاه قطاع غزة، وأصبحت على بُعد نحو 70 ميلاً بحريًا من شواطئ القطاع، وسط مخاوف من اعتراضها من قبل البحرية الإسرائيلية. ويُعد هذا التقدم هو الأقرب إلى غزة الذي تحققه سفينة ضمن أسطول كسر الحصار منذ عدة سنوات.
وبحسب اللجنة، فقد تجاوزت حنظلة نقاط الاعتراض التي واجهت سفنًا سابقة في محاولاتها لكسر الحصار البحري، منها سفينة مرمرة الزرقاء التي اعُترضت عام 2010 على بُعد 72 ميلاً بحريًا، وسفينة مادلين التي وصلت إلى مسافة 110 أميال، وسفينة الضمير التي كانت على بُعد 1050 ميلاً من القطاع قبل استهدافها بطائرة مسيّرة.
وقام تحالف أسطول الحرية ببث مباشر لتحركات السفينة عبر منصة يوتيوب، مع عرض لحظي لصور الرادار. ونشرت عضوة البرلمان الأوروبي الفرنسية إيما فورو، الموجودة على متن السفينة، منشورًا عبر منصة إكس ذكرت فيه أن الطاقم تجاوز النقطة التي أوقفت عندها مادلين، وكتبت: "لم يتبقَ لنا سوى ليلة واحدة. سنصل إلى هناك"، داعية إلى التضامن مع المشاركين.
وفي السياق نفسه، أعلن التحالف رصد 16 طائرة مسيرة كانت تحلق فوق السفينة خلال آخر 45 دقيقة قبيل الاقتحام. وأكدت النائبة الفرنسية غابرييل كاتلا استعداد المتضامنين لأي تدخل محتمل، قائلة: "اتحدنا جميعًا، نحن متضامنون ومستعدون. بدأت الطائرات المسيرة تتجه نحونا، وفي حال انقطاع الإنترنت قد تحدث أشياء غريبة"..
وفي منشورات سابقة، أعلن تحالف أسطول الحرية انقطاع الاتصال بالسفينة لفترة وجيزة نتيجة التحليق المكثف للطائرات، ما أثار مخاوف من اعتراض أو مهاجمة محتملة، قبل أن يُعلن لاحقًا استعادة الاتصال ومواصلة حنظلة لمسارها.

## اعتراض السفينة
في 27 يوليو 2025، اعترضت قوات من البحرية الإسرائيلية السفينة حنظلة في المياه الدولية، على بُعد نحو 70 ميلاً بحريًا من غزة. ظهرت قوات إسرائيلية مسلحة في بث مباشر وهي تقتحم السفينة وتجبر الركاب على رفع أيديهم، قبل أن ينقطع الاتصال تمامًا. وأعلنت إسرائيل لاحقًا نقل السفينة إلى ميناء أسدود، وأكدت نيتها التحقيق مع النشطاء وترحيلهم إلى بلدانهم.

## ردود الفعل
ندد تحالف أسطول الحرية واللجنة الدولية لكسر الحصار عن غزة بعملية الاقتحام، واعتبروها انتهاكًا للقانون الدولي. وطالب ناشطون من فرنسا والولايات المتحدة حكوماتهم بالتدخل. وأشارت التصريحات إلى أن ما يجري في غزة يمثل جريمة إبادة ، وأن الحصار البحري يفاقم معاناة السكان المدنيين..

## قائمة المصادر والمراجع
1. ↑  ""السفينة حنظلة".. من سفينة صيد إلى رمز تضامني لكسر الحصار على غزة". الجزيرة نت. مؤرشف من الأصل في 2025-07-16. اطلع عليه بتاريخ 2025-07-27.
2. ↑  "سفينة "حنظلة" تبحر صوب غزة: من هو حنظلة الذي سميت السفينة على اسمه؟". فرانس 24 / France 24. 25 يوليو 2025. مؤرشف من الأصل في 2025-07-25. اطلع عليه بتاريخ 2025-07-27.
3. ↑  ""حنظلة".. أيقونة فلسطين الذى استعادته أحداث غزة". جريدة الدستور (بar-eg). 23 Oct 2023. Archived from the original on 2024-07-23. Retrieved 2025-07-27.{{استشهاد ويب}}:  صيانة الاستشهاد: لغة غير مدعومة (link)
4. ↑  "بيانات ملاحية: السفينة "حنظلة" تواصل إبحارها شرق المياه المصرية لكسر الحصار عن غزة". الجزيرة نت (بar-EG). Retrieved 2025-07-27.{{استشهاد ويب}}:  صيانة الاستشهاد: لغة غير مدعومة (link)
5. ↑  "مَن على متن "حنظلة"؟ قائمة المشاركين في رحلة السفينة المتجهة لكسر الحصار عن غزة". الجزيرة مباشر. مؤرشف من الأصل في 2025-07-23. اطلع عليه بتاريخ 2025-07-27.
6. ↑  الأناضول [|url=https://www.aa.com.tr/ar/%D8%A5%D8%B3%D8%B1%D8%A7%D8%A6%D9%8A%D9%84/%D8%B3%D9%81%D9%8A%D9%86%D8%A9-%D8%AD%D9%86%D8%B8%D9%84%D8%A9-%D8%B9%D9%84%D9%89-%D8%A8%D8%B9%D8%AF-70-%D9%85%D9%8A%D9%84%D8%A7-%D9%85%D9%86-%D8%BA%D8%B2%D8%A9-/3643010 |url=https://www.aa.com.tr/ar/%D8%A5%D8%B3%D8%B1%D8%A7%D8%A6%D9%8A%D9%84/%D8%B3%D9%81%D9%8A%D9%86%D8%A9-%D8%AD%D9%86%D8%B8%D9%84%D8%A9-%D8%B9%D9%84%D9%89-%D8%A8%D8%B9%D8%AF-70-%D9%85%D9%8A%D9%84%D8%A7-%D9%85%D9%86-%D8%BA%D8%B2%D8%A9-/3643010]. اطلع عليه بتاريخ 27يوليو 2025. {{استشهاد ويب}}: تحقق من التاريخ في: |تاريخ-الوصول= (مساعدة)، الوسيط |title= غير موجود أو فارغ (مساعدة)، تجاهل المحلل النص "سفينة "حنظلة" على بعد 70 ميلاً من غزة" (مساعدة)، وتحقق من قيمة |مسار= (مساعدة)صيانة الاستشهاد: url-status (link)
7. ↑  "بث مباشر.. "حنظلة" تتجاوز موقع الاستيلاء على السفينة "مادلين" وأقل من 180  كم تفصلهم عن غزة". RT Arabic. 27 يوليو 2025. اطلع عليه بتاريخ 2025-07-27.{{استشهاد ويب}}:  صيانة الاستشهاد: url-status (link)
8. ↑  "السفينة "حنظلة" تواصل الإبحار نحو غزة بعد عودة الاتصال بناشطيها". a5r5br.net. 25 يوليو 2025. اطلع عليه بتاريخ 2025-07-27.
9. ↑  "إسرائيل تعترض سفينة "حنظلة" التابعة لتحالف أسطول الحرية المؤيد للفلسطينيين وتمنعها من دخول غزة". فرانس 24 / France 24. 27 يوليو 2025. مؤرشف من الأصل في 2025-07-28. اطلع عليه بتاريخ 2025-07-27.
10. ↑  "قوات العدو الاسرائيلي تقتحم سفينة حنظلة في المياه الدولية أثناء توجّهها لكسر الحصار عن غزة". قناة المنار (بar-LB). 27 Jul 2025. Archived from the original on 2025-07-27. Retrieved 2025-07-27.{{استشهاد ويب}}:  صيانة الاستشهاد: لغة غير مدعومة (link)
11. ↑  "إدانات فلسطينية ودولية لاقتحام الاحتلال سفينة حنظلة المتجهة إلى غزة". الجزيرة نت. مؤرشف من الأصل في 2025-07-27. اطلع عليه بتاريخ 2025-07-27.

## وصلات خارجية
- [سفينة "حنظلة" تبحر صوب غزة: من هو حنظلة الذي سميت السفينة على اسمه؟ – فرانس 24 (فيديو قصير)](https://m.youtube.com/shorts/WkHBc1NDn2M)
- [قناة الجزيرة – فيديو على يوتيوب](https://m.youtube.com/watch?v=BeEj_WI1nho)
- [لحظة اقتحام قوات الاحتلال الإسرائيلي سفينة التضامن حنظلة – فيديو على يوتيوب](https://m.youtube.com/watch?v=dm2VerL-yHQ)